# 現代訳聖書
現代訳聖書(げんだいやくせいしょ、Modern Japanese Bible)は、尾山令仁が翻訳し、1983年に羊群社より出版された旧新約聖書の個人訳。聖書正典66巻からなり、聖書キリスト教会の公式の礼拝聖書である。現代訳聖書を基にして2013年にロゴス出版社より出版された創造主訳聖書（そうぞうしゅやくせいしょ）についても述べる。

## 翻訳
聖書に素養のない日本人が、聖書注解書や解説書を使わないで、原文の意味を正確に理解できるようにという意図をもって翻訳されている。「聖徒」「贖い」「義と認められる」などのキリスト教独特の用語は避けてある。
尾山師は牧会伝道の当初から講解説教を行い、講解説教に私訳をつけていたが、ユージン・ナイダの動的等価翻訳原則（ダイナミック・エクイバレンス）を採用して訳しなおした。聖書は原典において誤りのない神のことばなのであり、解釈の入らない翻訳は無い。解説しながら訳した例は聖書自身にある。新約聖書には、しばしば旧約聖書の解説を見出せる。
口語訳聖書はリベラルにより訳された聖書であって、イエス・キリストの神性を否定しているところに問題があり、新共同訳聖書は聖書正典に付け足された外典の扱いについて、カトリックやプロテスタントの考えから隔たりがある。
尾山令仁は新改訳聖書の翻訳者の一人であり、新改訳が聖書信仰に立った翻訳であるとして評価し、著書にも多く引用しているものの、これには委員会訳であるために問題があった。一例として尾山師は神にこそ敬語が使われるべきだと考えているが、新改訳聖書は冒頭から、「初めに、神が天と地を創造した。」となっており敬語を使っていない。現代訳は「まだ何も無かった時、神はこの地球とそれ以外の一切のものを無から創造された。」と訳している。
ヨハネによる福音書1:12は、新改訳が「この方を受け入れた人々、すなわち、その名を信じた人々には、神の子どもとされる特権をお与えになった。」と訳している箇所を、現代訳では「神の子供としての権威を頂くことができる。」と訳している。ギリシャ語のエクスーシアは文脈によっては特権と訳しうるものの、キリスト者に与えられた権威について教えているからである。 

## 聖書

### 旧約
- 創世記
- 出エジプト記
- レビ記（礼拝規定）
- 民数記（荒野放浪記）
- 申命記（戒めと規定についての再度の指示）
- ヨシュア記（カナン征服記）
- 士師記（士師統治記）
- ルツ記
- サムエル記1
- サムエル記2
- 列王記1
- 列王記2
- 歴代誌1
- 歴代誌2
- エズラ記
- ネヘミヤ記
- エステル記
- ヨブ記
- 詩篇
- 箴言（知恵の言葉）
- 伝道者の書（人生論）
- 雅歌（愛の歌）
- イザヤの預言
- エレミヤの預言
- 哀歌
- エゼキエルの預言
- ダニエルの預言
- ホセアの預言
- ヨエルの預言
- アモスの預言
- オバデヤの預言
- ヨナの預言
- ミカの預言
- ナホムの預言
- ハバククの預言
- ゼパニヤの預言
- ハガイの預言
- ゼカリヤの預言
- マラキの預言

### 新約
- マタイによるイエス・キリストの福音
- マルコによるイエス・キリストの福音
- ルカによるイエス・キリストの福音
- ヨハネによるイエス・キリストの福音
- 初代教会の働き
- ローマ教会へのパウロの手紙
- コリント教会へのパウロの手紙1
- コリント教会へのパウロの手紙2
- ガラテヤの諸教会へのパウロの手紙
- エペソ教会へのパウロの手紙
- ピリピ教会へのパウロの手紙
- コロサイ教会へのパウロの手紙
- テサロニケ教会へのパウロの手紙1
- テサロニケ教会へのパウロの手紙2
- テモテへのパウロの手紙1
- テモテへのパウロの手紙2
- テトスへのパウロの手紙
- ピレモンへのパウロの手紙
- ヘブル人（ユダヤ人）クリスチャンへの手紙
- ヤコブの手紙
- ペテロの手紙1
- ペテロの手紙2
- ヨハネの手紙1
- ヨハネの手紙2
- ヨハネの手紙3
- ユダの手紙
- ヨハネが受けたキリストの啓示（黙示録）

## 創造主訳聖書
創造主訳聖書は現代訳聖書を底本とし、文中の「神」の表記を、偶像として用いられているものを除きすべて「創造主」に置き換えたものである。キリスト教の「神」の概念は一般的な日本人が考える「八百万の神々」とは全く異なる「天地万物の造り主」であるという問題意識より、2011年2月に堀越暢治の呼びかけにより「創造主訳聖書懇談会」が開かれ、2013年に「創造主訳聖書刊行会」（代表・峯野龍弘）が正式に発足して、同年の復活祭の日にロゴス出版社より「創造主訳聖書」が発売された。